# Mölnebacka
Mölnebacka är en bebyggelse vid nordöstra änden av  Oxsjön i Sätila socken i Marks kommun. Mellan 2015 och 202 avgränsade SCB här en småort.